# Dole pri Škofljici
Dole pri Škofljici – wieś w Słowenii, w gminie Škofljica. W 2018 roku liczyła 72 mieszkańców.